# 송학동 (익산시)
송학동(松鶴洞)은 대한민국의 전북특별자치도 익산시에 설치된 동이다.

## 개요
송학동은 익산시 서부 지역에 위치한 송학동은 익산 도심지를 중심으로 10분거리에 위치하고 군산선과 연결되는 교통의 요충지이며, 마을단위 일반주거 지역과 공통주택이 혼재하여 도·농이 조화를 이루는 풍요롭고 삶의 질이 높은 고장이다.

## 역사
- 1914년 3월 1일 익산군 오산면 송학리로
- 1949년 8월 15일 이리시 송학동으로 승격
- 1995년 5월 10일 익산시 송학동으로 명칭변경

## 행정 구역
- 송학동

## 교육
- 송학초등학교